# الأنيس (قناة)
قناة الأنيس الفضائية، هي قناة تلفزيونية جزائرية تربوية هادفة، تأسست بتزكية كوكبة من العلماء والمفكرين الجزائريين في شهر جوان سنة 2014 بمدينة وهران عاصمة الغرب الجزائري. مقرها الحالي بالجزائر العاصمة.

## تأسيس
تم الإعلان على انطلاق البث الرسمي لقناة الأنيس سنة 2014 بذكرى يوم العلم المصادفة لرحيل الشيخ عبد الحميد بن باديس مؤسس جمعية العلماء المسلمين الجزائريين التي تربطها علاقة وطيدة بالقناة رفقة الطبقة المثقفة المحافظة، وقد عاشت القناة تغيرات وتحولات كثيرة، تماشيا مع تطور التجربة الإعلامية الحديثة للإعلام الخاص في الجزائر لتنقل مقرها إلى العاصمة في جانفي 2019 وتنتقل باهتمامها من الطبقة النخبوية إلى الفئة الشبانية والأسرية في قالب عصري حديث محافظة على خطها الافتتاحي التربوي الأصيل.

## أهداف
- تعزيز الانتماء (الهوية، اللغة، التاريخ الوطني والإسلامي)
- ترسيخ القيم الإنسانية والحضارية
- تعليم أساسيات الدّين (العقيدة، الفقه، الأخلاق)
- معالجة قضايا المرأة والأسرة والشباب والمجتمع
- التربية الثقافة والفكر والإصلاح
- الاستشارات العامة (صحية، نفسية، قانونية، اقتصادية وسياسية)

## برامج
تسعى قناة الأنيس  منذ تأسيسها إلى تقديم المشائخ الجزائريين المغيبين كالشيخ الطاهر آيت علجت والشيخ بن حنفيَّة عابدين إلى عامة الجمهور، فكان أن ظهرت البرامج التالية:
- همس القوافي
- نسيم الوصال
- مفاتيح القلوب
- الفتاوى
- شرح مختصر الأخضري للشيخ مختار العربي مومن
- من حكايات البوادي
- صحة ولدك
- قصة قلم
- روضة المرأة